# EMA (elektronická mapa trati)
EMA, rozepisovaná jako elektronická mapa či elektronická mapa trati, s nadsázkou nazývaná autopilot, je softwarový pomocný systém k řízení a zabezpečení provozu tramvají, který vyvíjí Škoda Transportation ve spolupráci s Dopravním podnikem hl. m. Prahy, jenž jej na svých tratích a tramvajích od roku 2015 testuje. Na základě předem zmapovaných parametrů trati a detekce polohy vozidla dokáže automatizovaně řídit některé činnosti (hlášení zastávek, mazání kolejnic) a plnit funkci dynamického omezovače rychlosti zejména ve vztahu k poloměru oblouků trati, výhybkám a kolejovým křížením a sklonovým poměrům na trati a stanovené bezpečné rychlosti průjezdu obloukem a dalšími místy, což má sloužit k výraznému posílení bezpečnosti provozu. Za autora systému byl v reportáži ČT označen Petr Šmerák ze Škody Transportation.

## Funkce
Systém by měl rozpoznat situaci, kdy řidič pojede vyšší rychlostí, než je povolená rychlost v daném místě, a automaticky a včas vyhodnotí situaci a brzděním rychlost upraví.
Má ovládat některé rutinní činnosti, které dosud prováděl řidič, například hlášení zastávek nebo vypínání osvětlení vozu na konečné zastávce. Systém by měl rovněž ovládat teplotu ve voze v závislosti na aktuálním počasí.
Systém má také reagovat na nejrůznější závady.  Umí také vyhodnotit, zda a kde je třeba koleje promazat, a u tramvají vybavených mazacím zařízením ovládat jeho činnost.
Na informačním displeji pro cestující systém zobrazuje aktuální polohu tramvaje na mapě a ujetou trasu se zvýrazněním zastávek MHD a zobrazením názvů ulic, případně pamětihodností a dalších zajímavých bodů.

## Použití systému vpražské tramvajové síti
K 9. únoru 2015 bylo 15 % pražské tramvajové sítě pokryto čipy, které umožňují, aby zařízení umístěné na voze určilo polohu vozu, respektive umožňují počítači vozu polohu upřesnit. Deklarována je přesnost určení polohy vozu s přesností na 20 centimetrů. Jako první byly takto vybaveny trasy linek číslo 17 a 18. EMA není napojena na systém GPS, který není v městském prostředí dostatečně přesný, do budoucna se však uvažuje o napojení na evropský navigační systém Galileo.
Na jaře 2016 se po Praze pohybovala, po dobu více než jednoho měsíce dvakrát týdně převážně večer, tramvaj se speciálním měřícím přívěsným vozem, který během jízdy zaznamenával digitální verzi tratí, například výhybky a geometrii tratí, poloměry oblouků a místa zastávek. Vozík byl zkonstruován pouze pro digitalizaci tramvajových tratí pro připravovaný systém EMA, do budoucna však není vyloučeno jeho použití k dalším účelům.
Strojově přesné dodržování omezené rychlosti však v některých případech způsobuje, že se tramvaje zpožďují oproti jízdnímu řádu. V prvních dnech provozu systému bylo zaznamenáno o víkendových dnech zpoždění až 8 minut při jízdě po trase linky 18. Technici proto změnili nastavení systému, aby zpoždění nebylo tak velké. Ve všedních dnech zpožďování provozu vlivem systému EMA nebylo zaznamenáno.
Dopravní podnik hl. m. Prahy předpokládal postupné nasazování na vozech Škoda 15T a Škoda 14T a také na některých starších modernizovaných tramvajích. Celkem 32 tramvají Škoda 15T dodaných v roce 2015 mělo být dodáno již s tímto zařízením. Pokud by testy a zkušební provozy skončily dobře, mělo jím být do roku 2018 vybaveno všech 250 tramvají 15T v Praze.
Škoda Transportation údajně tato zařízení dodala pražskému dopravnímu podniku v rámci testování zadarmo.